# Piero di Cosimo
Piero di Cosimo (egentlig Piero di Lorenzo) (født 2. januar 1462 i Firenze, død 22. april 1521 sammesteds) var en italiensk maler.
Piero var elev af Cosimo Roselli (heraf Pieros tilnavn), efter hvem han tog navn, og af hvem hans kunst er påvirket, samtidig med at der i den, gør sig indflydelse gældende fra Leonardo da Vinci. Hans virksomhed er knyttet til hans fødeby med undtagelse af de år (c. 1482—84), han deltog med sin lærer i udførelsen af de ham tildelte fresker i Det Sixtinske Kapel i Rom. Piero, der i sine værker overgår de samtidige florentinske malere ved sin fine sans for malerisk virkning og for udformningen af baggrundslandskabet (påvirket af nederlandsk kunst), viser — især i sine mytologiske billeder — et vist hang til det fantastiske, der stemmer godt med det billede, Giorgio Vasari har givet af hans excentriske særlingevæsen. Af Pieros arbejder nævnes: Madonna mellem seks Helgener, Madonna tronende med Jesus-Barnet, endvidere i Firenze, Uffizierne, en række små billeder oprindelig hørende til møbler, behandlende Andromedas historie, og i Rom en læsende Magdalena. Uden for Italien er Pieros kunst repræsenteret ved religiøse billeder i Berlin og Dresden, ved mytologiske billeder i Berlin og i London, endelig ved portrætter i London og Haag, samt i Chantilly, Musée Condé: Portrættet af Giuliano de’ Medicis elskede Simonetta Vespucci.

## Galleri
- Piero di Cosimo, Madonna mellem seks Helgener, mellem 1485 og 1490. Galleria degli Uffizi.
- Madonna tronende med Jesus-Barnet, ca. 1481-85, Saint Louis Art Museum.
- Andromeda befriet af Perseus, 1510 - c. 1515, Uffizi Firenze.
- 'Portræt af Simonetta Vespucci, 1490, Musée Condé.